# Olševek
Olševek je naselje u slovenskoj Općini Šenčuru. Olševek se nalazi u pokrajini Gorenjskoj i statističkoj regiji Središnja Slovenija. 

## Stanovništvo
Prema popisu stanovništva iz 2002. godine naselje je imalo 300 stanovnika.